# Romancing Train
『Romancing Train』（ロマンシング トレイン）は、moveの14枚目のシングル。

## 概要
- タイアップ先である『FF：U 〜ファイナルファンタジー:アンリミテッド〜』の世界観を表した作品。
- リミックスに参加している「tatsumaki」は、小室哲哉とDJ DRAGONからなるプロデュースユニットである。

## 収録曲
1. Romancing Train
  - 作詞：motsu 作曲・編曲：t-kimura
  - テレビ東京系アニメ『FF：U 〜ファイナルファンタジー:アンリミテッド〜』エンディングテーマ
2. Promised Land~bless into the sunshine~
  - 作詞：motsu 作曲・編曲：t-kimura
3. Romancing Train(tatsumaki remix)
4. Romancing Train(ORBITRIBE MIX)
5. Romancing Train(instrumental)
6. Promised Land~bless into the sunshine~(instrumental)